# سیارک ۴۷۳۴
سیارک ۴۷۳۴ (به انگلیسی: 4734 Rameau، نامگذاری:1982UQ3) چهار هزار و هفتصد و سی و چهارمین سیارک کشف شده‌است که در ۱۹ اکتبر ۱۹۸۲ کشف شد.
قدر مطلق سیارک برابر ۱۴٫۵۰ است.